# Бофе (Орн)
Бофе (фр. Beaufai) насеље је и општина у северној Француској у региону Доња Нормандија, у департману Орн која припада префектури Мортањ о Перш.
По подацима из 2011. године у општини је живело 372 становника, а густина насељености је износила 28,84 становника/km². Општина се простире на површини од 12,9 km². Налази се на средњој надморској висини од 250 метара (максималној 301 m, а минималној 214 m).

## Демографија
| 1962. | 1968. | 1975. | 1982. | 1990. | 1999. | 2011. |
| ----- | ----- | ----- | ----- | ----- | ----- | ----- |
| 438   | 442   | 411   | 314   | 308   | 346   | 372   |

График промене броја становника у току последњих година